# Jelena Pietrowa
Jelena Władimirowna Pietrowa (ros. Елена Владимировна Петрова, ur. 13 października 1966 w Leningradzie) – rosyjska judoczka. W barwach WNP brązowa medalistka olimpijska z Barcelony.
Zawody w 1992 były jej jedynymi igrzyskami olimpijskimi. Medal zdobyła w wadze do 61 kilogramów. Wywalczyła srebrny medal mistrzostw świata w 1989 (w barwach ZSRR). Była brązową medalistką mistrzostw Europy w 1992.